# Medio Real de 1865
El Medio Real de 1865 fue uno de los dos primeros sellos postales en la historia del Ecuador, Fue diseñada por la grabadora Emilia Rivadeneira a los 25 años de edad. El espécimen se trata de un sello postal no perforado. En su diseño se encuentra el escudo del Ecuador y es de color azul, y se encuentra impreso en un papel de gran calidad.

## Historia
El gobierno invirtió 2 970 pesos en la fabricación de tres plancha para imprimir y engomar  un 1 500 000 estampillas, la plancha se mando a fabricar en Europa, aunque el impresor fue el ecuatoriano Manuel Rivadeneira. El contrato indicaba que la primera serie debía entregarse a finales de 1964, pero un atraso en la entrega ocasionó que la cantidad puesta en circulación fuera de solo la décima parte del número contratado.

## Descripción
El sello postal de medio real se encuentra impreso en tono azul opaco, en la parte superior se encuentra el nombre del país emisor y la dependencia encargada de emitir la especie: "ECUADOR-CORREO", en el centro el escudo nacional y en la parte inferior el valor facial: "MEDIO REAL"
El diseño gráficos que se encuentran en las  estampillas de la primera impresión son recursos ya empleados en sellos postales extranjeros, por ejemplo, el marco para el timbre postal del Medio Real es el usado en una estampilla griega de 1862 que tiene por viñeta a Hermes. Probablemente, el diseño es escogido por el Gobierno, ya que en los documentos del contrato se señalan que "el contratista hará las estampillas de conformidad con los diseños que se le han dado".